# LTO Nederland

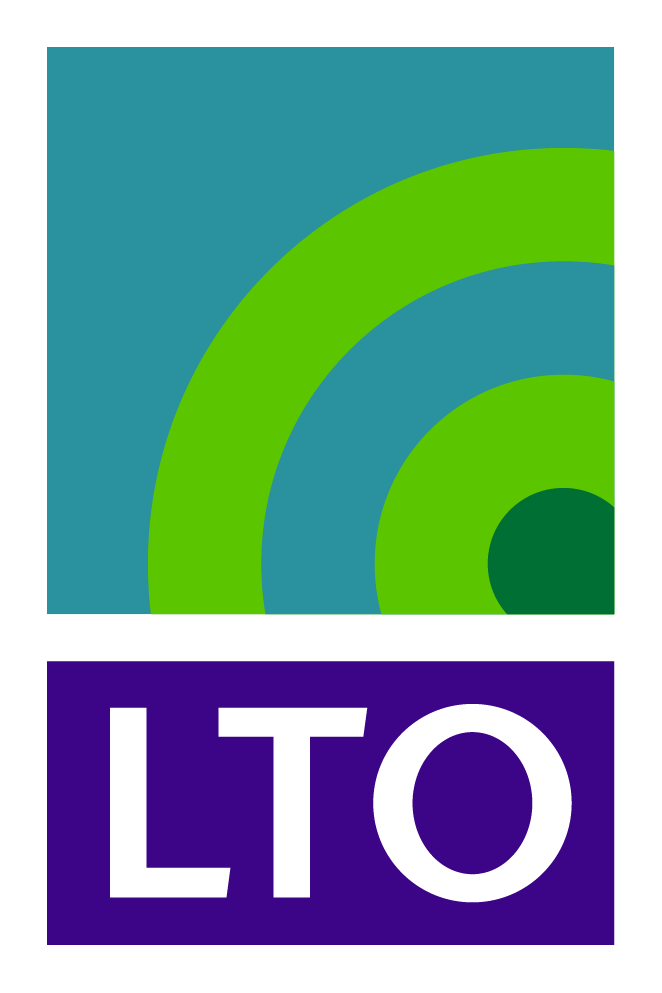
Logo LTO Nederland

Land- en Tuinbouworganisatie (LTO) Nederland is een Nederlandse ondernemers- en werkgeversorganisatie voor boeren en tuinbouwers.
LTO Nederland is een samenwerkingsverband van LLTB, LTO Noord en ZLTO. De drie regionale organisaties werken nauw samen voor belangenbehartiging van ondernemers in de land- en tuinbouw. Dit gebeurt zowel op lokaal, regionaal, landelijk als internationaal niveau. De organisatie is ontstaan in 1995 door fusie van de Katholieke Nederlandse Boeren- en Tuindersbond, de Christelijke Boeren- en Tuindersbond en het Koninklijk Nederlands Landbouw-Comité. Uit onderzoek van Wageningen University & Research bleek dat in 2018 53% van de Nederlandse boeren en tuinders, goed voor 63% van de agrarische productie, lid was van de organisatie. LTO houdt zich bezig met de gehele agrarische sector van Nederland, verspreid over drie subcategorieën en 17 deelsectoren. Deze zijn: 
|   | Veehouderij      | Teelt                                | Multifunctioneel           |
| - | ---------------- | ------------------------------------ | -------------------------- |
| 1 | Melkveehouderij  | Paddenstoelen                        | Multifunctionele bedrijven |
| 2 | Kalverhouderij   | Akkerbouw & vollegrondsgroente       |                            |
| 3 | Vleeshouderij    | Bomen, vaste planten en zomerbloemen |                            |
| 4 | Pluimveehouderij | Glastuinbouw Nederland               |                            |
| 5 | Varkenshouderij  | Bollenteelt                          |                            |
| 6 | Schapenhouderij  | Fruitteelt                           |                            |
| 7 | Geitenhouderij   | Biologische landbouw                 |                            |
| 8 | Paardenhouderij  |                                      |                            |
| 9 | Konijnenhouderij |                                      |                            |

Het Europese en internationale landbouwbeleid zet de toon voor het Nederlandse overheidsbeleid. Daarom is LTO Nederland niet alleen actief in Nederland, maar ook in Brussel en in WTO-verband. 

## Voorzitters
De eerste voorzitter van LTO Nederland was Gerard Doornbos die in 1995 aantrad en na  een intern conflict in 2005 aftrad. Na hem volgden Bart Jan Constandse,  Albert Jan Maat, Marc Calon, die eveneens na onenigheid over de koers aftrad waarna hij in januari 2021 werd opgevolgd door Sjaak van der Tak. In 2024 werd hij opgevolgd door oud-politicus namens het CDA Ger Koopmans.